# 吳真爀
吳真爀（韓語：오진혁，1981年8月15日—）是一名出生於韓國忠清南道論山市的男子射箭運動員。曾獲得2012奧運男子射箭比賽金牌以及團體賽銅牌。
此個人賽金牌為韓國第一面男子單人射箭金牌。
於2020東京奧運再度獲得團體賽金牌。

## 外部連結
- 吳真爀的Instagram帳戶